# Chelonus rufiventris
Chelonus rufiventris är en stekelart som beskrevs av Cresson 1865. Chelonus rufiventris ingår i släktet Chelonus och familjen bracksteklar. Inga underarter finns listade i Catalogue of Life.